# Bo Lundborg
Bo Lundborg, född 1 januari 1932 i Vänersborg, är en svensk operasångare (baryton).

## Karriär
Lundborg studerade sång för Knut Erman i Göteborg samt Ragnar Hultén, Martin Öhman och Käthe Sundström i Stockholm. Han har även studerat vid Kungliga Musikhögskolan Stockholm, i solosångsklassen 1954–1959 och operaklassen 1956–1958.
Han scendebuteraden på Operan 1957 som gesällen i Wozzeck av Alban Berg. Han var fast engagerad vid Operan 1958–1988 med gästspel i Edinburgh, London, Montréal, Wiesbaden, Hamburg, Paris, Moskva, München, Oslo, Köpenhamn och Helsingfors.
På Kungliga Operan gjorde han närmare 100 olika roller, bland andra Klingsor i Parsifal, Alberich i Rhenguldet och Ragnarök och don Alfonso i Così fan tutte.
Lundborg var medlem i Radiokören mellan 1957 och 1959. Han medverkade i flera tv-uppsättningar och sjöng 1959 rollen chefstekniker III i en grammofoninspelning av Karl-Birger Blomdahls Aniara.

## Priser och utmärkelser
- 1982 – Jussi Björlingstipendiet
- 1989 – Einar Larssons stipendiefond[1]

## Övrigt
Lundborg bor numera i Haninge söder om Stockholm.